# Barrow Creek
Barrow Creek es una pequeña población de 11 habitantes al sur del Territorio del Norte, en Australia. Está localizada junto a la Stuart Highway (carretera Stuart), a unos 280 kilómetros al norte de la ciudad de Alice Springs, aproximadamente a medio camino con la ciudad de Tennant Creek. La principal característica de la localidad es la existencia de un hotel de carretera y una pista de aterrizaje de tierra. Varias compañías mineras exploran actualmente el área, aunque ninguno de sus residentes trabaja en la industria minera.

## Enlaces
- Wikimedia Commons alberga una categoría multimedia sobre Barrow Creek.

- Datos: Q17910
- Multimedia: Barrow Creek, Northern Territory / Q17910